# Parlement van Ivoorkust

Wapen van Ivoorkust

Het Parlement van Ivoorkust (Frans: Parlement de Côte d'Ivoire) bestaat uit twee Kamers:
- Nationale Vergadering (Assemblée nationale) - lagerhuis, 255 leden;
- Senaat (Sénat) - hogerhuis, 99 leden.

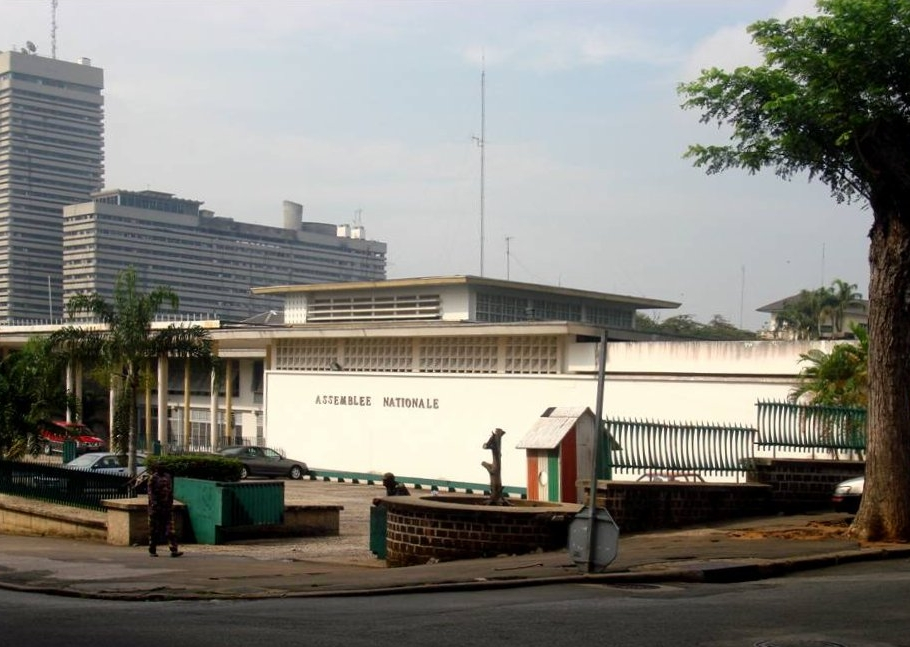
Gebouw van de Nationale Vergadering in Yamoussoukro